# Nordichallen
Nordichallen är en mäss-, evenemangs- och fotbollshall i idrottsanläggningen Gärdehov i Sundsvall, Sverige, belägen i stadsdelen Gärde cirka fyra kilometer norr om Sundsvalls centrum. Den invigdes i januari 1992 och har tjänat som inspelningsplats för flera säsonger av Gladiatorerna, samt deltävlingar vid svenska Melodifestivalen 2002, 2003 och andra chansen 2011.  
Ungdoms-OS 1997 invigdes och arrangerades delvis här liksom SM-veckan 2009, 2011 och 2019. Här arrangeras årligen stora mässor och flera stora dansgalor och konserter har ägt rum i hallen, bland andra James Brown 1993, Motörhead och Dio 1999, Alice Cooper 2001, Europe 2004 och John Fogerty 2005.
Hallen har en yta av 10 736 kvadratmeter, utan pelare, och en fri takhöjd av 21,5 meter. Fotboll på en plan av storleken 105 x 65 meter inomhus kan genomföras och det finns fyra omklädningsrum. Hallen har från och med vintern 2023 en ny konstgräsmatta som möjliggör både elitfotboll och breddfotboll. 2017 installerades ny belysning till en styrka av 800 lux, anpassad för tv-sändningar i HD.
Här tränar och spelar distriktets fotbollsklubbar under vintertid och turneringar arrangeras, bland andra GIF Sundsvall cup i januari, Sund-cupen i mars (herrar/pojkar) och Sund Women Cup i februari (damer/flickor). Sundsvalls handbollsklubb arrangerar också Sundsvall cup i handboll i mars.  
Vid invigningen den 25 januari 1992 möttes GIF Sundsvall och IFK Sundsvall i en kvalmatch till Hallsvenskan. Den största fotbollsmatchen som spelats i hallen var Sveriges damlandslag mot Norge i en träningslandskamp 1997. 
Förutom fotboll kan hallen användas till mässor, konferenser, möten, konserter m.m. Det finns även kontor och tre konferenslokaler knutna till hallen. 
Långtradare med utrustning kan köras in i hallen för lastning och lossning. I taket kan man hänga upp flera ton av utrustning till arrangemangen.
Tidigare fanns även en rundbana för löpning, numera finns endast en kortare löparbana och hoppgrop för friidrotten.  
Sedan 2018 är taket utrustat med en varmluftsballong, en så kallad airdome, för att snön ska glida av och minska kostnader för snöskottning och skador i takkonstruktionen, vilket varit ett återkommande problem.
Hallen kallades under en period för Tipshallen i fotbollssammanhang, genom Svenska fotbollförbundets samarbete med spelbolaget Svenska spel.
Nordichallen är en av sju fullstora fotbollshallar i Sverige. De övriga är Elmiahallen i Jönköping (invigd 1984), Arcushallen i Luleå (1986), Tipshallen i Växjö (1989), Vinnarhallen på Bosön, Lidingö kommun (2006) Prioritet Serneke Arena i Göteborg (2015) och Ryda fotbollshall i Borås (2019). Utöver dessa finns även några uppblåsbara hallar, så kallad övertryckshall eller airdome.

## Gärdehov
Nordichallen är en del av arenaområdet Gärdehov, som ligger cirka fyra kilometer norr om Sundsvalls centrum. I Gärdehov finns även två ishockeyhallar som tar 2 500 respektive 400 personer. Dessa hallar används också till evenemang av samma typ som ovan. Vidare finns en konstfrusen bandyplan, en konstfrusen skridskooval på 400 m (Sveriges nordligaste), en curlinghall samt fri parkering för över 1 000 personbilar. 
Sedan årsskiftet 2010/2011 drivs verksamheten av kultur- och fritidsförvaltningen i Sundsvalls kommun, tidigare har verksamheten legat under ett kommunalt bolag. 

### Fotnoter
1. ↑  Carl Bergseije (10 januari 2012). ”Konstgräsmattan invigd” (på svenska). Sundsvalls tidning. Arkiverad från originalet den 27 mars 2018. https://web.archive.org/web/20180327084354/http://www.st.nu/fotboll/superettan/konstgrasmattan-invigd. Läst 26 mars 2018.
2. ↑  ”Då general - nu åskådare”. https://www.st.nu/artikel/da-general-nu-askadare. Läst 21 februari 2019.
3. ↑  ”Stor dansgala i Sundsvall”. Arkiverad från originalet den 22 februari 2019. https://web.archive.org/web/20190222152104/https://www.allehanda.se/artikel/noje/stor-dansgala-i-sundsvall. Läst 22 februari 2019.
4. ↑  ”Tour information 1993 - James Brown”. http://www.chuckberry.de/tour1993.htm#James%20Brown. Läst 16 maj 2020.
5. ↑  ”John Fogerty knockade Sundsvall”. https://www.st.nu/artikel/john-fogerty-knockade-sundsvall. Läst 22 februari 2019.
6. ↑  ”Nordichallen Sundsvall Concert Setlists”. https://www.setlist.fm/venue/nordichallen-sundsvall-sweden-23d7484b.html. Läst 16 maj 2020.
7. ↑  ”Anläggningar i Gärdehov Arena”. https://sundsvall.se/uppleva-och-gora/idrott-och-motion/idrottsplatser/gardehovarena/anlaggningar-i-gardehov-arena/. Läst 27 januari 2022.
8. ↑  ”Miljonsatsning på nytt konstgräs i Nordichallen”. https://www.st.nu/2023-02-21/miljonsatsning-pa-nytt-konstgras-i-nordichallen. Läst 31 januari 2024.
9. ↑  ”Sundsvalls kommun lägger en efterlängtad passning till föreningslivet”. https://news.cision.com/se/sundsvalls-kommun/r/sundsvalls-kommun-lagger-en-efterlangtad-passning-till-foreningslivet,c2074033. Läst 21 februari 2019.
10. ↑  ”Investering på flera miljoner i Nordichallen – ny konstgräsplan på gång”. https://www.st.nu/2017-02-22/investering-pa-flera-miljoner-i-nordichallen--ny-konstgrasplan-pa-gang. Läst 12 mars 2019. [inloggning kan krävas]
11. ↑  ”Osram creates professional lighting conditions for indoor football in Sweden”. Arkiverad från originalet den 27 januari 2022. https://web.archive.org/web/20220127101012/https://www.osram.cz/cz/ls/press/nordichallen/index.jsp. Läst 27 januari 2022.
12. 1 2  ”Nordichallen kostade 130 miljoner kronor och byggdes på tippmassor - se bilderna från förr”. https://www.st.nu/2016-04-04/nordichallen-kostade-130-miljoner-kronor-och-byggdes-pa-tippmassor--se-bilderna-fran-forr. Läst 21 februari 2019. [inloggning kan krävas]
13. ↑  ”Gärdehov”. Arkiverad från originalet den 15 november 2019. https://web.archive.org/web/20191115230657/https://sundsvall.se/uppleva-och-gora/idrott-och-motion/idrottsplatser/gardehov/. Läst 10 augusti 2019.
14. ↑  ”Inomhusarenor med rundbana”. Arkiverad från originalet den 27 januari 2022. https://web.archive.org/web/20220127101012/https://arkiv.friidrott.se/forbundsinfo/anlaggningar/innerund.aspx. Läst 27 januari 2022.
15. ↑  ”Nordichallens ballongtak är Sundsvalls nya landmärke: "Jag kom med en vild idé"”. https://www.st.nu/2018-06-27/nordichallens-ballongtak-ar-sundsvalls-nya-landmarke-jag-kom-med-en-vild-ide. Läst 18 februari 2019. [inloggning kan krävas]